# Hermeuptychia
Hermeuptychia is een geslacht van vlinders in de familie Nymphalidae. De wetenschappelijke naam van het geslacht werd voor het eerst geldig gepubliceerd in 1964 door Forster.
De typesoort van het geslacht is Papilio hermes Fabricius, 1775

## Soorten
- Hermeuptychia atalanta (Butler, 1867) Venezuela
  - = Euptychia atalanta Butler, 1867
- Hermeuptychia cucullina (Weymer, 1911) Bolivia
  - = Euptychia cucullina Weymer, 1911
  - = Euptychia gisella Hayward, 1957
- Hermeuptychia fallax (C. & R. Felder, 1862)
  - = Neonympha fallax C. & R. Felder, 1862
- Hermeuptychia harmonia (Butler, 1867) Costa Rica, Ecuador, Colombia
  - = Euptychia harmonia Butler, 1867
  - = Euptychia calixta Butler, 1877
  - = Euptychia cucullixta Weymer, 1911
- Hermeuptychia hermes (Fabricius, 1775) Zuid Texas, Mexico, Brazilië (Rio de Janeiro, Mato Grosso do Sul), Suriname, Bolivia
  - = Papilio hermes Fabricius, 1775
  - = Papilio camerta Cramer, 1780
  - = Oreas canthe Hübner, 1811
  - = Euptychia hermessa Hübner, 1819
  - = Euptychia nana Möschler, 1877
  - = Hermeuptychia hermes isabella Anken, 1994
- Hermeuptychia hermybius Grishin, 2014
- Hermeuptychia intricata Grishin, 2014
- Hermeuptychia maimoune (Butler, 1870) Peru
  - = Euptychia maimoune Butler, 1870
- Hermeuptychia pimpla (C. & R. Felder, 1862) Peru
  - = Neonympha pimpla C. & R. Felder, 1862 Peru
- Hermeuptychia sosybius (Fabricius, 1793) Florida
  - = Papilio sosybius Fabricius, 1793
  - = Hermeuptychia hermes kappeli Anken, 1993